# Dehamcha
Dehamcha (em árabe: دهامشة) é uma comuna localizada na província de Sétif, Argélia. Sua população estimada em 2008 era de 9 141 habitantes.